# Referendum confermativo in Friuli-Venezia Giulia del 2002
Il referendum confermativo in Friuli-Venezia Giulia era un referendum tenuto in Friuli-Venezia Giulia il 29 settembre 2002.  

## Il quesito
Il quesito era "Disciplina della forma di governo della regione, dell'elezione del consiglio regionale, nonché dei referendum regionali e dell'iniziativa popolare delle leggi, ai sensi dell'art. 12, comma 2, dello statuto".

## Affluenza

### Affluenza totale
|                     | TOTALE    | PERCENTUALE % | PERCENTUALE %         |
| ------------------- | --------- | ------------- | --------------------- |
| Iscritti alle liste | 1 088 290 | 100,00%       | SUL TOTALE ELETTORI   |
| Votanti             | 248 557   | 23,06%        | SUL TOTALE ELETTORI   |
| Voti validi         | 244 697   | 98, 45%       | SUL NUMERO DI VOTANTI |
| Schede bianche      | 2.714     | 1,09%         | SUL NUMERO DI VOTANTI |
| Schede nulle        | 3.506     | 1,41%         | SUL NUMERO DI VOTANTI |
| Voti nulli          | 81        | 0,03%         | SUL NUMERO DI VOTANTI |
| Voti contestati     | 2         | 0,008%        | SUL NUMERO DI VOTANTI |
| Astenuti            | 837 290   | 76,94%        | SUL TOTALE ELETTORI   |

### Affluenza per circoscrizione
| AFFLUENZA PER CIRCOSCRIZIONE | AFFLUENZA |
| Gorizia                      | 31,32%    |
| Pordenone                    | 17,10%    |
| Tolmezzo                     | 16,58%    |
| Trieste                      | 27,89%    |
| Udine                        | 23,10%    |
| TOTALE                       | 23,06%    |

## Risultati
| Sì 65931 (26,94%) | No 178766 (73,06%) |
| ▲                 |                    |